# Danwang
Danwang (kinesiska: 单王) är en socken i östra Kina. Den ligger i stadsdistriktet Yu'an i staden Lu'an i provinsen Anhui, omkring 76 kilometer väster om provinshuvudstaden Hefei. Antalet invånare är 24153. Befolkningen består av 11 785 kvinnor och 12 368 män. Barn under 15 år utgör 24,0 %, vuxna 15-64 år 61 %, och äldre över 65 år 13,0 %.